# Warszkajty
Warszkajty (niem. Warschkeiten) – wieś w Polsce położona w województwie warmińsko-mazurskim, w powiecie bartoszyckim, w gminie Górowo Iławeckie, tuż przy granicy z Rosją.
W latach 1975–1998 miejscowość należała administracyjnie do województwa olsztyńskiego.
Na północ od wsi znajduje się tzw. Góra Napoleona (Napoleonsberg), wzniesienie (120 m n.p.m.), z którego Napoleon Bonaparte miał dowodzić armią podczas bitwy pod Pruską Iławą. Roztacza się z niego widok na okolice i Pruską Iławę. W Warszkajtach funkcjonuje Zakład Górniczy "Warszkajty". Znajduje się jezioro z bardzo czystą wodą gdzie występują raki. W okresie PRL-u miejsce kolonii letnich organizowanych dla dzieci pracowników pobliskich PGR-ów. Aktualnie wieś opustoszała, nieliczne ruiny zabudowań i zdziczałe sady.

## Historia
Wieś lokowana w 1340 r. na 26 włókach na prawie chełmińskim. Szkoła powstała w XVIII w. 
W nocy z 8 na 9 lutego 1807 r. w cegielni w Warszkajtach nocował Napoleon Bonaparte. Cegielnia ta została rozebrana pod koniec XIX w. ale pagórek, na którym stała nosi nazwę Napoleońskiej Góry.
W 1935 r. w tutejszej szkole, zatrudniającej dwóch nauczycieli, uczyło się 87 uczniów. W 1939 r. we wsi mieszkało 321 osób.
W latach 60. XX w. kierowniczka tutejszej szkoły była Maria Bogusz. Szkoła została zlikwidowana w 1975 r.
W spisie z 1983 r. razem z Warsztajtami ujęta była osada Wężykowo. W tym czasie Warszkajty były wsią o zwartej zabudowie i ulicach z elektrycznym oświetleniem. We wsi było 16 domów i 43 mieszkańców. Na 23 ha gospodarowało 10 indywidualnych gospodarstw rolnych. Hodowano łącznie 8 sztuk bydła (w tym cztery krowy), dwie świnie, trzy konie i dwie owce.